# Heinrich Pfannl
Heinrich Pfannl, detto Decano dei senza guida (Trumau, 16 giugno 1870 – Vienna, 1º maggio 1929), è stato un alpinista, giurista e saggista austriaco,   fu uno degli alpinisti più famosi dell'Austria a cavallo tra il XIX e il XX e ottenne fama internazionale grazie ad alcune scalate particolarmente difficili, soprattutto nel gruppo del Monte Bianco e con la spedizione himalayana del 1902.  Prediligeva le lunghe scalate su calcare, ma eccelleva anche sulle rocce cristalline e sulla neve e sul ghiaccio. I suoi saggi e le sue lezioni influenzarono l'alpinismo fino alla seconda guerra mondiale. Rocciatore senza guida, fu presidente del Club Alpino Austriaco (ÖAK) dal 1920 al 1929.

## Biografia
Studiò all'Università di Vienna dal 1888 al 1892, superò l'esame di abilitazione alla professione forense nel 1896 e fu consigliere del tribunale regionale nel 1912 e consigliere superiore del tribunale regionale nel 1919 infine nel 1923 fu nominato vicepresidente del tribunale regionale per le questioni di diritto civile di Vienna. In seguito fu consulente legale e responsabile delle risorse umane presso Julius Meinl. Già nel 1895 Pfannl si iscrisse al Club Alpino Austriaco (ÖAK) , ne divenne membro del comitato nel 1897 e presidente nel 1920. A cavallo tra il XIX e il XX secolo, Pfannl era uno degli alpinisti austriaci più famosi e di successo, ma godeva anche di fama internazionale soprattutto per le sue scalate nella regione del Monte Bianco ed aver preso parte alla spedizione al K2 nell'Himalaya del 1902.
All'età di ventun anni Heinrich Pfannl, si unì al circolo del "Club degli Stürmer" di Vienna e fu presto al centro dei loro successi alpinistici. Tra i rocciatori figuravano i talentuosi Robert Hans Schmitt, Eduard Wagner, Viktor Wessely, Thomas Maischberger, Franz Zimmer, Alfred von Radio-Radhis e Eduard Pichl, per nominare i più importanti.
Pfannl trascorse molto tempo in montagna con i citati Viktor Wessely, Thomas Maischberger e Theodor Keidel. Tutti e quattro si arrampicavano spesso insieme su corde fisse e furono tra i grandi alpinisti austriaci di fine secolo.  Pfannl fu una figura di spicco della cosiddetta "Scuola di Vienna", la sua prima ascensione più famosa fu la prima scalata della parete nord-occidentale dell'Hochtor nel Gesäuse nell'ottobre del 1896, utilizzando il percorso "Pfannl-Maischberger-Weg", impresa realizzata con Viktor Wessely, Thomas Maischberger e Theodor Keidel. Questi riuscirono nella prima scalata dell'imponente parete nord dell'Hochtor, alta circa 900 metri,  nel Gesäuse, nelle Alpi dell'Ennstal, difficile tecnicamente e soggetta a frane, che per lungo tempo, era stata il punto di riferimento per gli alpinisti estremi viennesi. "Nessuna parete del Gesäuse è più adatta della parete nord dell'Hochtor per mettere alla prova le capacità personali", affermò una volta Hubert Peterka. 
Nel 1902 Pfannl prese parte alla spedizione di Oscar Eckenstein nel Karakorum, al ghiacciaio Baltoro e alla vetta del K2, questo fu il primo serio tentativo di scalata della montagna fu effettuato nel 1902 da una spedizione anglo-austriaca. Della squadra facevano parte Viktor Wessely, il medico svizzero Jules Jacot-Guillarmod e l'ingegnere e collezionista d'arte britannico Guy Knowles, che rese possibile la spedizione in qualità di finanziatore. Era presente anche l'eccentrico britannico Aleister Crowley, che era un eccellente alpinista ma che si guadagnò una dubbia fama professionale di occultista. Gli scalatori abbandonarono la cresta sud-orientale, che ritenevano troppo ripida per i portatori, e si diressero verso la cresta nord-orientale, ma alla fine fallirono a causa delle difficoltà e del maltempo. La spedizione esplorò il ghiacciaio Godwin-Austen e salì sullo Skyang La ("Sella dei venti", 6.233 m). Il punto più alto raggiunto da Jules Jacot-Guillarmod e Wessely si trovava a un'altitudine di circa 6.600 m stabilendo all'epoca il nuovo record mondiale di altitudine.  Pfannl sopravvisse a malapena a un edema polmonare dopo essere stato trasportato a quote più basse diversi giorni dopo l'insorgenza dei primi sintomi. Le prime fotografie del K2 furono scattate da Jacot Guillarmod.
Heinrich Pfannl, detto il "decano dei senza guida", fu considerato, insieme a Thomas Maischberger, il più importante esploratore di rocce delle Alpi dell'Ennstal e uno dei più importanti pionieri di questa regione. Su quasi ogni montagna del Gesäuse c'è un itinerario tracciato da questi talentuosi esploratori. L'avvocato viennese era attivo anche come scrittore, pubblicò tra tutti il saggio "Cosa sei tu per me, Berg?" (1929) ed era un oratore estremamente popolare e rispettato. 
Compì grandi escursioni alpine, tra cui la prima traversata non guidata della cresta del Peuterey; la prima salita “libera” del Dente del Gigante (1900). Tracciò oltre 30 nuove salite, soprattutto sui monti Gesäuse e del Dachstein, tra cui Loswandkamine (Rax), 1895; la parete nord di Ödstein nel 1897 e la parete sud del Dirndl nel 1899. Heinrich Pfannl, presidente del Club Alpino Austriaco (ÖAK) dal 1920 al 1929 e alla sua morte, avvenuta nel 1929,  fu sepolto nel piccolo cimitero di montagna di Prein an der Rax, accanto al fratello Josef, morto in una valanga sul Reisztalersteig nel 1895.

## Carriera alpinistica
- 1895 Prima salita del Rax-Loswandkamine, IV-/A1, 2.009 m, (Gruppo del Rax-Schneeberg)
- 1896 Prima salita del Mandlwände-Großer chneeklammkopf, 2.510 m, (Hochkönigstock)
- 1896 Prima salita del Lugauer-vertice nord-ovest-cresta nord-est, 2.217 m, (Alpi dell'Ennstal, Gesäuse)
- 1896 Prima salita del Hochtor-versante "Pfannl-Maischberger-Weg", III-IV, 900 m, 2.365 m, (Alpi dell'Ennstal, Gesäuse)
- 1896 Prima salita del Grosser Buchstein-cresta nord-est e Buchsteinmauer, III, 2.224 m, (Alpi dell'Ennstal, Gesäuse)
- 1896 Prima salita del Buchsteinmauer-cresta nord-est, 2.123 m, (Alpi dell'Ennstal, Gesäuse)
- 1896 Prima salita del Hochthron - parete sud rampa "Pfannl-Maischberger", IV+, 400 HM, 2.362 m, (Tennengebirge)
- 1896 Prima salita del Hochtor - cima sudoccidentale (principale) - parete nordovest "Pfannl-Maischberger-Weg", III-IV, 900 HM, 2.369 m, (Alpi dell'Ennstal, Gesäuse)
- 1896 Prima salita del Hochtor - cima sudoccidentale (principale) - parete nordovest "Hochschüttband Variant", 2.369 m, (Alpi dell'Ennstal, Gesäuse)
- 1896 Prima salita del Hinterer Maurerkeeskopf - parete ovest, 3.313 m, (Gruppo del Venediger)
- 1896 Prima salita del Kleiner Buchstein - cima media - parete sud est, 1.990 m, (Alpi dell'Ennstal, Gesäuse)
- 1896 Prima traversata della cima media del Kleiner Buchstein, 1.990 m, al Buchsteinmauer, 2.123 m, e del St. Gallner Spitze, 2.144 m, (Alpi dell'Ennstal, Gesäuse)
- 1897 Prima salita (salita invernale) del Kleiner Buchstein - cima nordest - cresta est diretta, 1.985 m, (Alpi dell'Ennstal, Gesäuse)
- 1897 Prima salita del Hochturm - cresta ovest, 1.959 m, (Alpi dell'Ennstal)
- 1897 Prima salita del Grosser Koppenkarstein - parete sud-ovest "Pfannl", 2.865 m, (monti del Dachstein)
- 1897 Prima salita del Kleiner Koppenkarstein - cresta ovest, 2.832 m, (monti del Dachstein)
- 1897 Prima salita del Kleines (Vorderes) Fieberhorn - fascia della parete sud-ovest "Maischberger-Führe", 2.157 m, (monti del Tennen)
- 1897 Terza salita del Mitterspitz-parete sud, 2.925 m, (Monti del Dachstein)
- 1897 Prima salita del Vordere Karlspitze-parete sud, III, 370 HM, (Wilder Kaiser)
- 1897 Prima salita del Grosser Scheiblingstein-parete sud Chimney, 2.197 m, (Alpi dell'Ennstal, Gesäuse)
- 1897 Prima salita del Grosser Ödstein-Nord Gesäuse) , 2.335 m, (Alpi dell'Ennstal, Gesäuse)
- 1897 Prima salita del Ödsteinkarwand-gola nord ovest "Pfannl-Maischberger-Weg", III+, 2.308 m,(Alpi dell'Ennstal, Gesäuse)
- 1897 Prima salita del Ödsteinkarwand-cresta nord est "Pfannl-Maischberger-Weg", III-, 2.308 m, (Alpi dell'Ennstal, Gesäuse)
- 1897 Prima salita al Festkogel parete nord "variante uscita Pfannl", 2.269 m, (Alpi dell'Ennstal, Gesäuse)
- 1897 Prima salita al Festkogel parete nord "variante ingresso", 2.269 m, (Alpi dell'Ennstal, Gesäuse)
- 1897 Prima salita al Totenköpfl cresta est in discesa, 2.184 m, (Alpi dell'Ennstal)
- 1897 Prima salita del Planspitze media parete nord "Keidel-Wessely-Kamine - variante uscita -Pfannl-Kamin", 2.117 m, (Alpi dell'Ennstal)
- 1898 Prima salita invernale del Drei Kanten - cima centrale - gola sudovest "Gamsschlucht", 2.219 m, (Alpi dell'Ennstal)
- 1898 Prima salita (invernale salita) dell'Hochzinödl-cresta sud-sudovest, 2.191 m, (Alpi dell'Ennstal, Gesäuse)
- 1898 Prima ascensione (salita invernale) del Grosser Buchstein-cresta ovest, III, 280 m, 2.224 m, (Alpi dell'Ennstal, Gesäuse)
- 1898 Prima ascensione del Sparafeld-vetta principale-cresta est in salita e discesa,  2.247 m, (Alpi dell'Ennstal, Gesäuse)
- 1898 Prima salita alla cresta est dell'Admonter Reichenstein, 22.51 m, (Alpi dell'Ennstal)
- 1898 Prima salita con gli sci all'Hochkönig, 2.941 m, (Alpi di Berchtesgaden)
- 1899 Prima salita (salita invernale) alla parete sud del Grosser Buchstein "Südwandband", 2.224 m, (Alpi dell'Ennstal)
- 1899 Prima salita all'Hohes Dirndl parete sud "Perner-Pfannl-Weg", IV, dislivello 600 m, 2.829 m, (zona del Dachstein)
- 1899 Prima salita all'Hohes Dirndl parete sud "Pfannl-Maischberger", 2.829 m, (zona del Dachstein)
- 1899 Prima salita al Torstein, parete sud - pilastro sud "Pfannl-Weg", 2.948 m, (Monti del Dachstein)
- 1899 Prima salita dell'Hoher Göll-Ostwand, (Alpi di Berchtesgaden)
- 1899 Prima salita del Hahnstein (Hochplanmauer)-Mittelvertice-cresta nord-est, 1.670 m, (Alpi dell'Ennstal, Gesäuse)
- 1899 Prima salita del Hahnstein (Hochplanmauer)-cima nord-salita est, 1.675 m, (Alpi dell'Ennstal)
- 1899 Prima salita del Hahnstein (Hochplanmauer) - cima sud - salita est, 1.697 m, (Alpi dell'Ennstal)
- 1899 Prima salita del Hahnstein (Hochplanmauer) - cima centrale, 1.670 m, fino alla cima sud, 1.697 m, (Alpi dell'Ennstal)
- 1899 Prima salita del Torstein - parete sud - pilastro sud "Pfannl-Weg", 2.948 m, (Monti del Dachstein)
- 1899 Prima salita alla cima principale del Tieflimauer - parete ovest, 1.820 m, (Alpi dell'Ennstal, Gesäuse)
- 1899 Prima salita alla cima principale del Tieflimauer, 1.820 m, (Alpi dell'Ennstal, Gesäuse)
- 1899 Prima salita al Kleiner Buchstein- cima sudovest - cresta sudovest, 1.990 m, (Alpi dell'Ennstal, Gesäuse)
- 1900 Prima salita all'Aiguille de Triolet dal Col de Triolet e fianco nord-ovest, III, 3.870 m, (zona del Monte Bianco)
- 1900 Prima salita in libera alla Cima principale del Dente del Gigante - cresta nord-est e parete nord-ovest, IV, 200 m, 4.013 m, zona del Monte Bianco)
- 1900 Terza e prima salita senza guida al Monte Bianco, cresta di Peuterey via Aiguille Blanche de Peuterey, 4.807 m, (zona del Monte Bianco)
- 1900 Prima salita al Kleiner Ödstein - gola nord "variante d'uscita", 2.081 m, (Alpi dell'Ennstal)
- 1901 Prima salita al Tamischbachturm - parete nord diretta, 2.035 m, (Alpi dell'Ennstal)
- 1901 Prima salita del Plattenkogel - cima est - cresta est-sud-est, 1.983 m, (Alpi dell'Ennstal)
- 1901 Prima salita del Torstein-cresta superiore sudovest "variante Pfannl", 2.948 m, (monti del Dachstein)
- 1901 Prima salita del Mitterspitz-cresta sud-est in discesa, 2.922 m, (monti del Dachstein)
- 1901 Prima salita del Buchsteinmauer-cresta est "variante Exit", 2.123 m, (Alpi dell'Ennstal, Gesäuse)
- 1901 Prima salita del Buchsteinmauer-cresta est "variante d'ingresso", 2.123 m, (Alpi dell'Ennstal, Gesäuse)
- 1901 Prima salita del Hochtor-Sudovest (principale) cima -parete nordovest "variante Pfannl alla variante d'uscita", 2.369 m,(Alpi dell'Ennstal, Gesäuse)
- 1901 Prima salita al Grosser Buchstein cresta ovest "variante Pfannl-Maischberger", 2.224 m, (Alpi dell'Ennstal)
- 1901 Prima salita alla parete nordest dell'Admont Reichenstein "Pfannl-Maischberger", IV, 2.251 m, (Alpi dell'Ennstal, Gesäuse)
- 1901 Prima salita alla parete nordest dell'Admont Reichenstein "Pfannl-Maischberger", IV, 2.251 m, (Alpi dell'Ennstal, Gesäuse)
- 1902 Partecipazione alla spedizione austro-britannica sul K2, e salita fino alla quota di 6.000 m, (8.611 m), (Karakorum, Pakistan)
- 1905 Prima salita alla cresta sudoccidentale del Patteriol, 3.059 m, (Ferwall); prima salita al Kleiner Buchstein-Westgrat, 1.990 m, (Alpi dell'Ennstal, Gesäuse)[1][4]